# Xaltocan
Xaltocan är en ort i delstaten Tlaxcala i Mexiko. Orten hade 705 invånare vid folkräkningen 2010 och är administrativ huvudort i kommunen med samma namn.